# Pretoria audeoudi
Pretoria audeoudi är en fjärilsart som beskrevs av Joannis 1927. Pretoria audeoudi ingår i släktet Pretoria och familjen mott. Inga underarter finns listade i Catalogue of Life.